# 박원웅
박원웅(1940년 4월 10일 ~ 2017년 6월 24일)은 대한민국의 라디오 진행자이다.

## 생애
서울 출신으로 중앙대학교 법학과를 졸업하고 1967년 MBC에 음악 프로듀서로 입사했다. 라디오 프로그램《뮤직 다이알》의 연출을 담당했다가 내부 사정으로 진행까지 맡았는데, 청취자들의 반응이 좋아 정식 DJ로 데뷔했다. 《별이 빛나는 밤에》의 '별밤지기'로 활약하다 《밤의 디스크쇼》를 통해 인기 팝 등을 소개해 큰 사랑을 받았다. 이 프로그램의 제목은 이후 DJ의 이름을 내건《박원웅과 함께》로 바뀌었고, 18년간 약 5,400회 방송했다. 1993년 '골든디스크'를 마지막으로 MBC에서 22년간의 DJ 생활을 마감했다. 1999년부터 3년 간 서울교통방송에서 DJ로 잠시 활동했다. MBC 아카데미 상무, 성결대학교 겸임교수를 거쳐 최근까지 광고기획 인컴헤드 회장을 지냈으며, 2017년 6월 24일 지병 악화로 사망하였다.

## 기타
- 강변가요제는 박원웅의 기획으로 탄생했다.
- 사단법인 한국방송디스크자키 협회장을 맡기도 했다.
- 군 복무 후에도 한동안 방송계를 떠나 있었던 김광한이 그가 진행하던 프로그램을 통해 방송계에 복귀했다.
- 전영혁이《박원웅과 함께》의 스태프를 맡은 적이 있다.